# Myanmar
Myanmar, numită oficial Republica Uniunea Myanmar, cunoscută în limba română și ca Birmania (numele oficial până în 1989), este o țară din Asia de Sud-Est. Este țara cu cea mai mare suprafață din Asia de Sud-Est Continentală și avea o populație de 54 de milioane în 2017. Se învecinează cu Bangladesh și India la nord-vest, China la nord-est, Laos și Tailanda la est și Marea Andaman și Golful Bengal la sud. Capitala este Naypyidaw, iar cel mai mare oraș este Yangon.
Civilizațiile timpurii din zonă au fost orașele-stat Pyu vorbitoare de limbi tibeto-birmane din Myanmarul de Sus și regatele Mon din Myanmarul de Jos. În secolul al IX-lea poporul Bamar a pătruns în valea superioară a Irrawaddy și, după înființarea în anii 1050 a Regatului Pagan, limba, cultura birmană și budismul Theravada au devenit treptat dominante în țară. Regatul Pagan a căzut din cauza invaziilor mongole și au apărut mai multe state luptând pentru hegemonie. În secolul al XVI-lea, reunificată de dinastia Taungoo, țara a devenit pentru o scurtă perioadă cel mai mare imperiu din istoria Asiei de Sud-Est. Dinastia Konbaung de la începutul secolului al XIX-lea conducea Myanmarul modern și a controlat pentru scurt timp și Manipur și Assam. Compania Britanică a Indiilor de Est a preluat controlul asupra Myanmarului după trei războaie anglo-birmane din secolul al XIX-lea, țara devenind o colonie britanică. După o scurtă ocupație japoneză în cursul celui de-al Doilea Război Mondial, Myanmarul a fost recucerit de aliați. La 4 ianuarie 1948 Myanmarul și-a declarat independența.
Istoria post-independență a Myanmarului a continuat să fie frânată de tulburări și conflicte. Lovitura de stat din 1962 a dus la o dictatură militară în cadrul Partidului Programului Socialist din Birmania. La 8 august 1988 Revolta din 8888 a dus la o tranziție nominală la un sistem multipartid doi ani mai târziu, dar consiliul militar al țării a refuzat să cedeze puterea și continuă să conducă țara până în prezent. Țara rămâne distrusă de luptele interetnice dintre nenumăratele sale grupuri etnice și este scufundată într-unul dintre cele mai lungi războaie civile din lume. Națiunile Unite și alte câteva organizații au raportat încălcări consistente și sistemice ale drepturilor omului în țară. În 2011 junta militară a fost dizolvată oficial în urma alegerilor generale din 2010 și a fost instalat un guvern nominalmente civil. Aung San Suu Kyi și prizonierii politici au fost eliberați și au avut loc alegerile generale din Myanmar din 2015, ceea ce a condus la îmbunătățirea relațiilor externe și la relaxarea sancțiunilor economice, deși tratamentul minorităților etnice, în special în legătură cu conflictul Rohingya, a continuat să fie o sursă de tensiune internațională. După alegerile generale din Myanmar din 2020 în care partidul lui Aung San Suu Kyi a câștigat o majoritate clară în ambele camere, armata birmană (Tatmadaw) a preluat din nou puterea printr-o lovitură de stat. Lovitura de stat, care a fost condamnată pe scară largă de comunitatea internațională, a condus la proteste continue în Myanmar și a fost marcată de represiuni politice violente din partea armatei, precum și de izbucnirea unui război civil. De asemenea, armata a arestat-o pe Aung San Suu Kyi pentru a o scoate din viața publică și a acuzat-o de infracțiuni, de la corupție la încălcarea protocoalelor COVID-19; potrivit observatorilor independenți toate acuzațiile împotriva ei sunt „motivate politic”.
Myanmar este membru al Summit-ului Asiei de Est, al Mișcării Nealiniate, al ASEAN și al BIMSTEC, dar nu este membru al Commonwealth-ului Națiunilor, în ciuda faptului că a făcut  odată parte din Imperiul Britanic. Myanmar este un partener de dialog al Organizației de Cooperare de la Shanghai. Țara este foarte bogată în resurse naturale, precum jad, pietre prețioase, petrol, gaze naturale, tec și alte minerale, precum și dotată cu energie regenerabilă, având cel mai mare potențial de energie solară în comparație cu alte țări din bazinul Mekongului. Cu toate acestea, Myanmar a suferit de multă vreme de instabilitate, violență fracțională, corupție, infrastructură slabă, precum și o istorie lungă de exploatare colonială, cu puțină atenție pentru dezvoltarea umană. În 2013 PIB-ul său (nominal) a fost de 56,7 miliarde de dolar și PIB-ul său (PPA) de 221,5 miliarde de dolari. Diferența de venituri din Myanmar este printre cele mai mari din lume, deoarece o mare parte a economiei este controlată de apropiații juntei militare. Myanmar este una dintre cele mai puțin dezvoltate țări; în 2020, conform Indicelui de dezvoltare umană, se situa pe locul 147 din 189 de țări în ceea ce privește dezvoltarea umană, cea mai scăzută din Asia de Sud-Est.  Din 2021, peste 600.000 de persoane erau strămutate în Myanmar din cauza creșterii violenței după lovitura de stat, peste 3 milioane de persoane având nevoie de asistență umanitară.

## Originea și istoria numelui
În 1989, țara și-a schimbat oficial versiunea engleză a numelui din Burma în Myanmar (împreună cu schimbarea denumirii multor localități, cum a fost și cazul capitalei, din Rangoon în Yangon). Denumirea oficială a țării în limba birmană, Myanma, a rămas neschimbată. Schimbarea denumirilor s-a dovedit a fi controversată politic, văzută de unii ca fiind mai puțin permisivă minorităților și nepedagogică.
Organizația Națiunilor Unite utilizează ca denumire scurtă „Myanmar” și ca denumire completă „Republica Uniunii Myanmar”. În textele Uniunii Europene se recomandă folosirea formei „Myanmar/Birmania”.

## Istoria

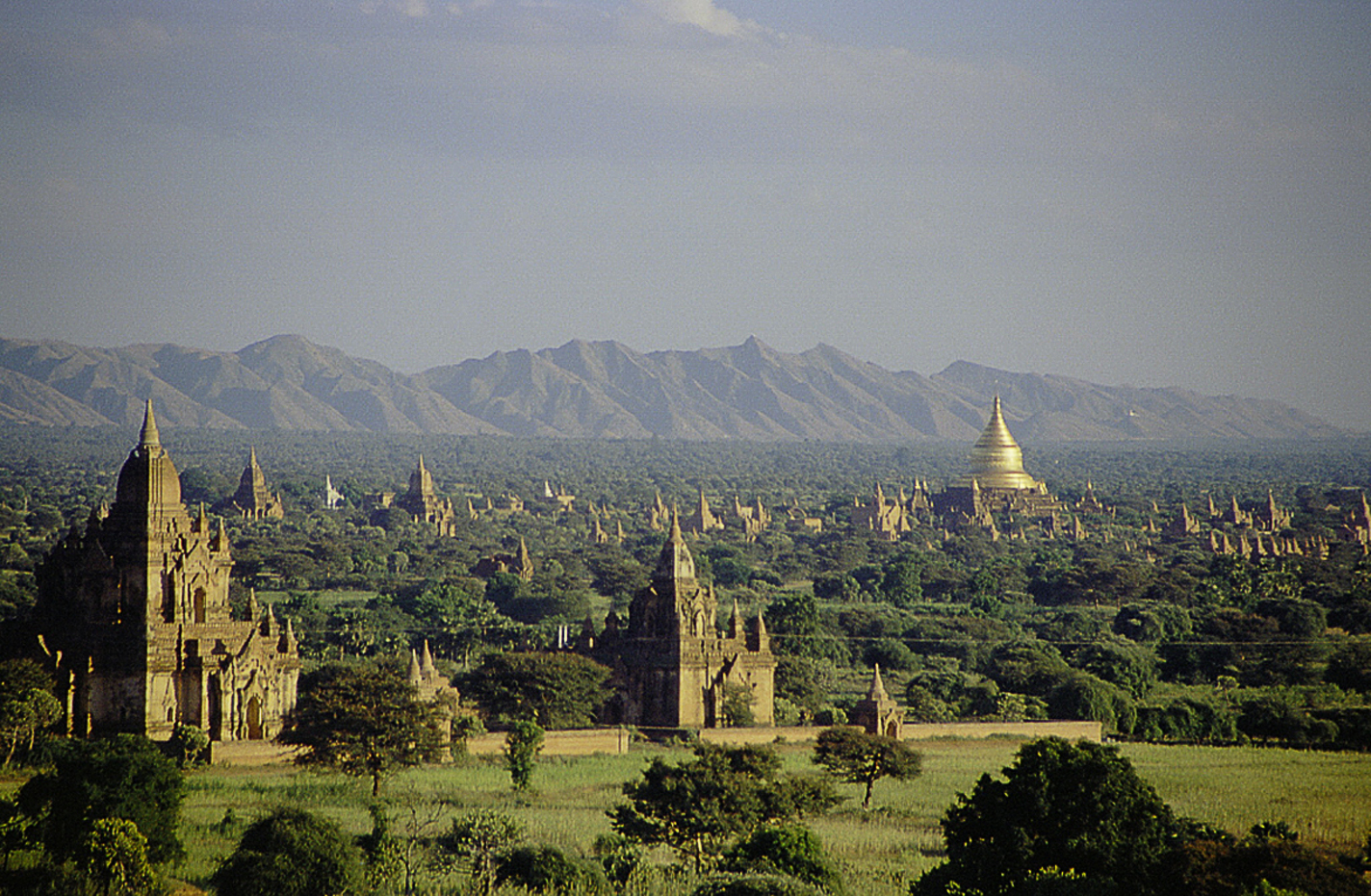
Pagode la Bagan, capitala Regatului Pagan din vechime

Inițial, un regat independent, în 1824-26, 1851-52 și 1885-86 Burma a fost invadată de Imperiul Britanic și a devenit parte a Indiei. Japonezii i-au alungat pe britanici împreună cu Aung San⁠(d) și au ocupat țara în timpul celui de-al doilea Război mondial, dar a fost reocupată de britanici în 1945.
În 1948 națiunea a devenit suverană, cunoscută ca Uniunea Burma, cu U Nu⁠(d) primul prim ministru. Guvernarea democratică s-a terminat în 1962 cu o lovitură de stat militară condusă de generalul Ne Win⁠(d). Ne Win⁠(d) a condus țara aproape 26 de ani. În 1990 s-au ținut alegeri libere pentru prima dată în aproape 30 de ani, însă victoria LND⁠(d), partidul lui Aung San Suu Kyi a fost anulată de militari care au refuzat să predea puterea.
Una din cele mai proeminente personalități din istoria birmaneză a secolului XX este fondatorul armatei și luptător pentru libertate, generalul Aung San⁠(d), un student transformat în activist al LND⁠(d), a cărui fiică este laureata Premiului Nobel pentru pace și o imagine a păcii, libertății și democrației, Aung San Suu Kyi, acum arestată la domiciliu. A treia dintre cele mai recunoscute personalități pe plan mondial este U Thant, care a fost secretar general al ONU pentru două mandate, foarte respectat prin istoria Organizației Națiunilor Unite.

## Guvern și politică

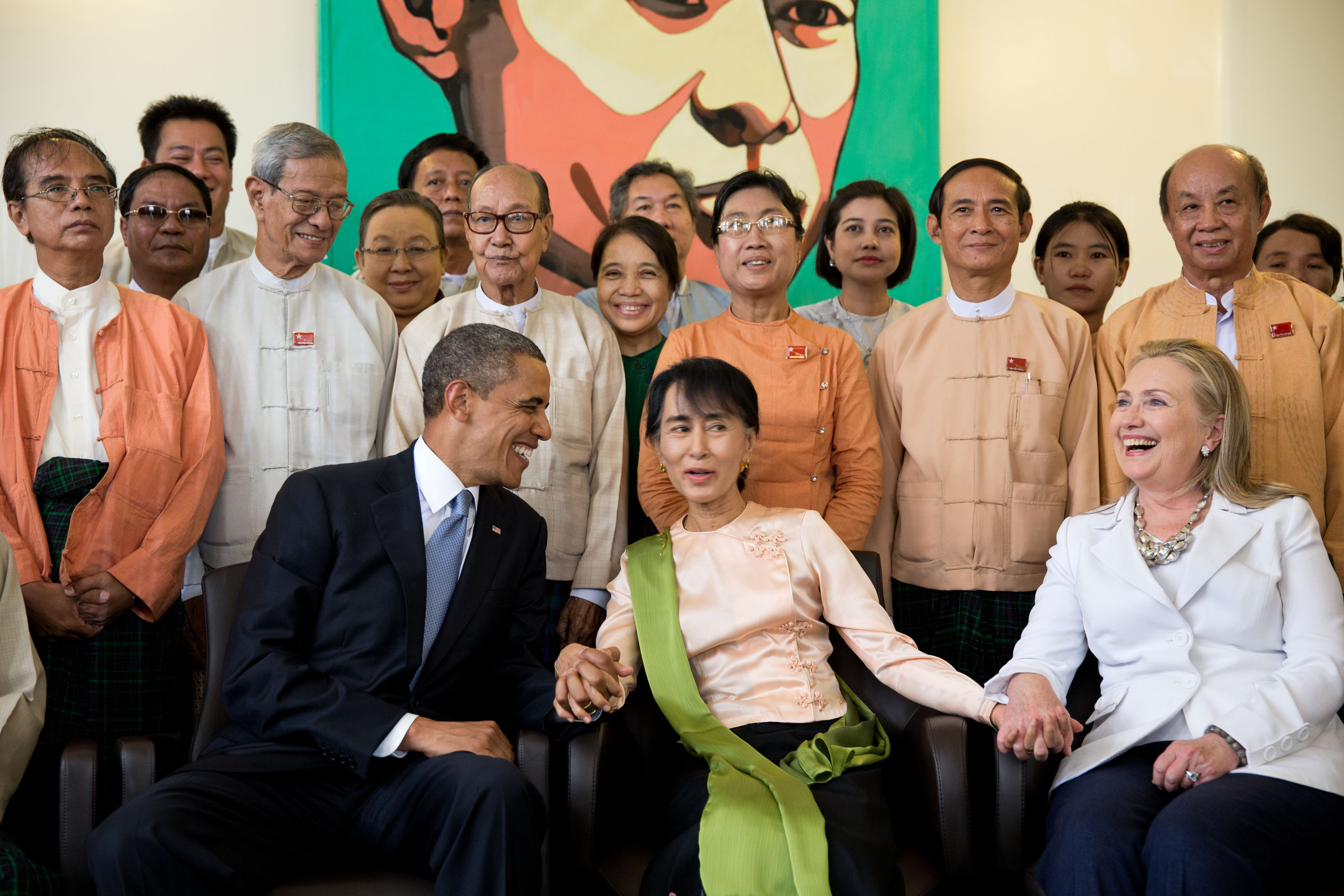
Aung San Suu Kyi cu Barack Obama și Hillary Clinton în perioada liberalizării politice în Myanmar

Myanmar funcționează de jure ca o republică unitară în conformitate cu constituția sa din 2008. Dar în februarie 2021 guvernul civil condus de Aung San Suu Kyi a fost destituit de către armată. În februarie 2021 armata din Myanmar a declarat stare de urgență pentru un an, iar prim-vicepreședintele Myint Swe a devenit președintele interimar al Myanmarului și a predat puterea comandantului șef al serviciilor de apărare Min Aung Hlaing, iar acesta și-a asumat rolul de președinte al Consiliului Administrației de Stat, iar apoi cel de prim-ministru. Președintele Myanmarului acționează în calitate de șef de stat de jure, iar președintele Consiliului Administrației de Stat acționează ca șeful de facto al guvernului.

## Geografie

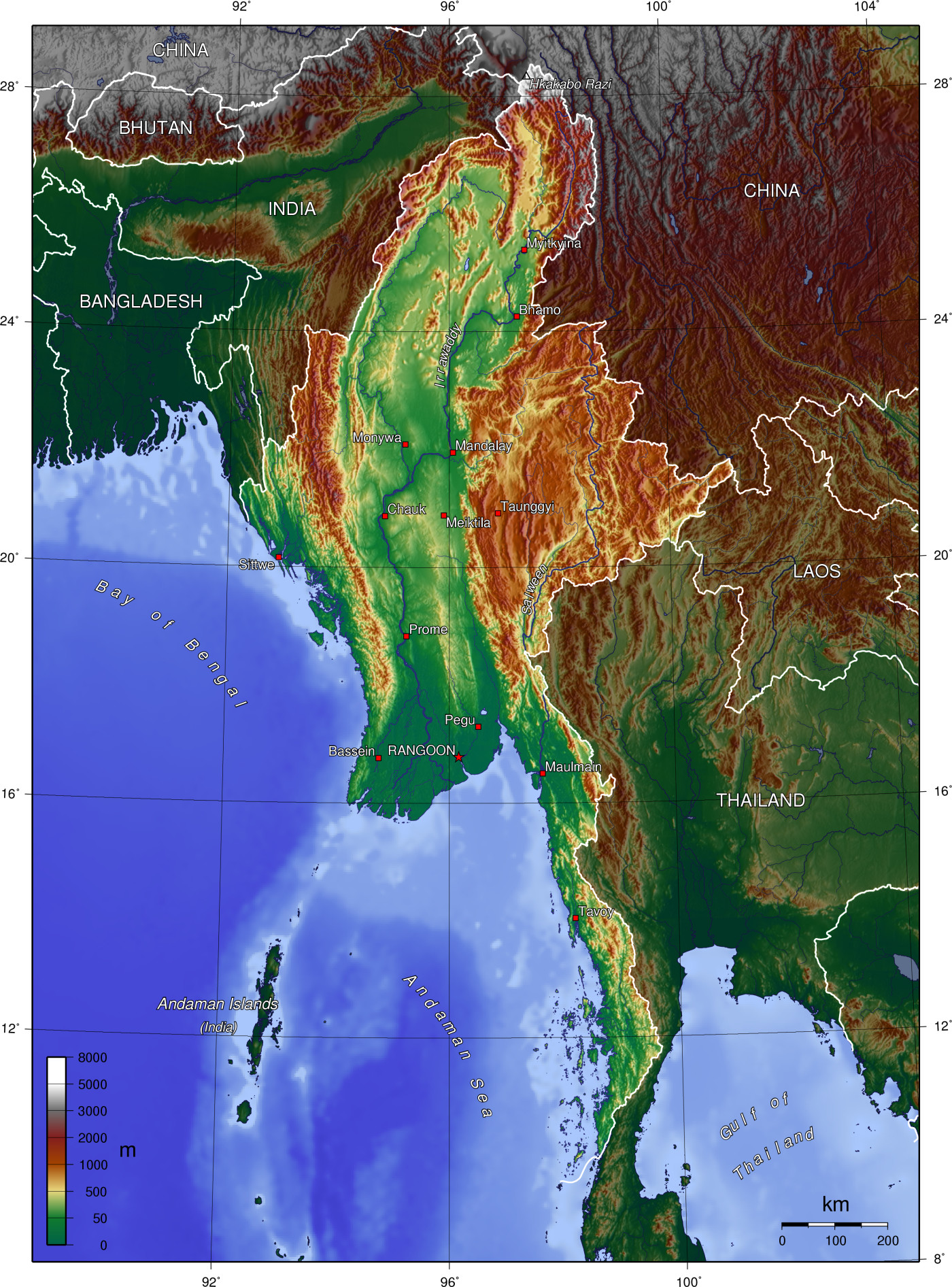
Harta topografică a Birmaniei

Myanmar este localizat între Bangladesh și Thailanda, având la nord China și India la nord-vest, cu litoral la Golful Bengal și Marea Andaman. Țara are o suprafață totală de 678.500 km2, din care aproape jumătate sunt păduri. Din punct de vedere topographic, țara are munți de-a lungul graniței sale cu India și China și în vest, care înconjură o zonă centrală joasă în jurul râului Ayeyarwady⁠(d), care formează o deltă fertilă la vărsarea sa în mare. Majoritatea populației locuiește în zona joasă din centrul țării.

### Diviziuni administrative

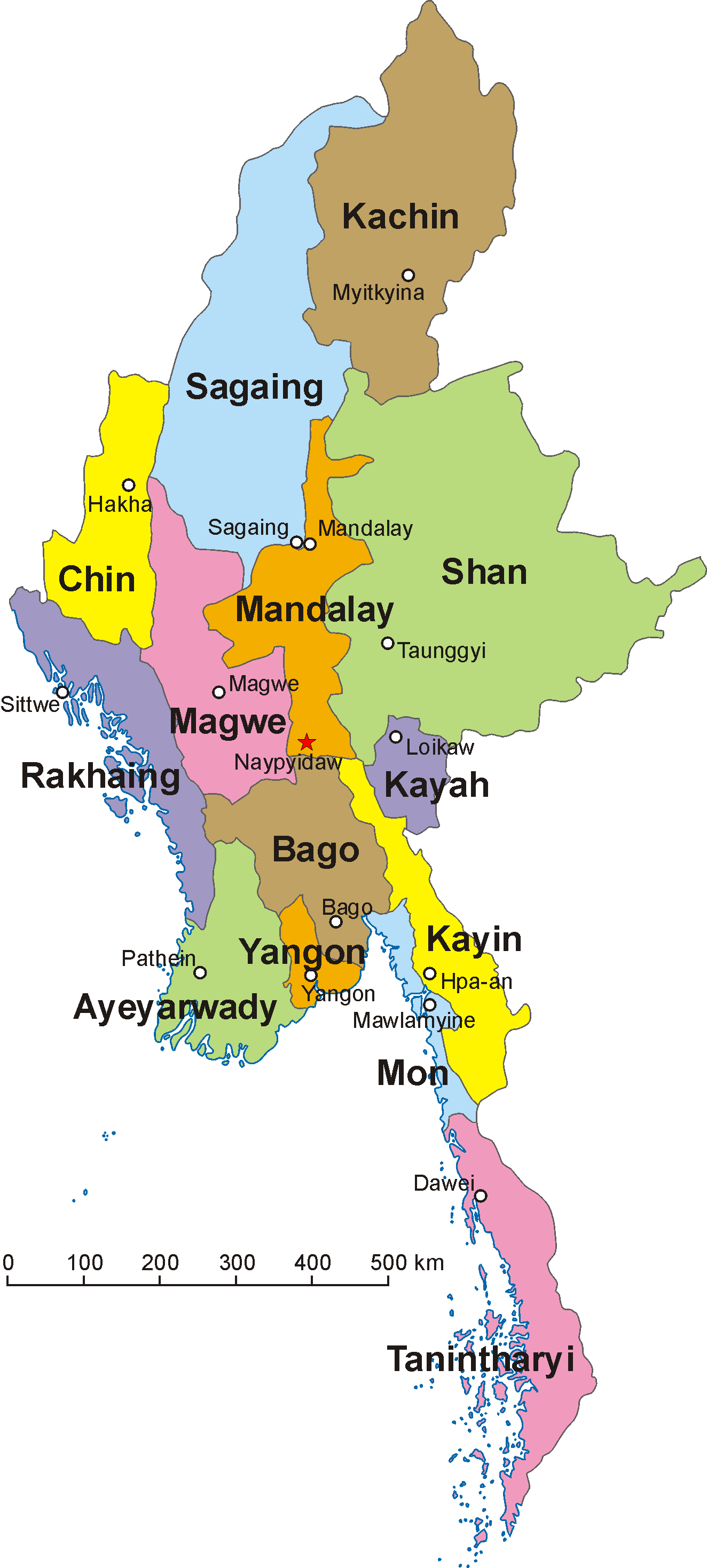
Diviziunile administrative ale Myanmar

Myanmar este împărțit în șapte regiuni și șapte state, bazate pe grupările etnic dominante. Regiunile sunt în principal birmaneze, în timp ce statele sunt formate predominant din alte grupări etnice.
| Nr. | Stat                 | Districte | Municipii | Orașe | Cartiere | Grupări de sate | Sate  |
| --- | -------------------- | --------- | --------- | ----- | -------- | --------------- | ----- |
| 1   | Statul Kachin        | 3         | 18        | 20    | 116      | 606             | 2630  |
| 2   | Statul Kayah         | 2         | 7         | 7     | 29       | 79              | 624   |
| 3   | Statul Kayin         | 3         | 7         | 10    | 46       | 376             | 2092  |
| 4   | Statul Chin          | 2         | 9         | 9     | 29       | 475             | 1355  |
| 5   | Regiunea Sagaing     | 8         | 37        | 37    | 171      | 1769            | 6095  |
| 6   | Regiunea Tanintharyi | 3         | 10        | 10    | 63       | 265             | 1255  |
| 7   | Regiunea Bago        | 4         | 28        | 33    | 246      | 1424            | 6498  |
| 8   | Regiunea Magway      | 5         | 25        | 26    | 160      | 1543            | 4774  |
| 9   | Reginea Mandalay     | 7         | 31        | 29    | 259      | 1611            | 5472  |
| 10  | Statul Mon           | 2         | 10        | 11    | 69       | 381             | 1199  |
| 11  | Statul Rakhine       | 4         | 17        | 17    | 120      | 1041            | 3871  |
| 12  | Regiunea Yangon      | 4         | 45        | 20    | 685      | 634             | 2119  |
| 13  | Statul Shan          | 11        | 54        | 54    | 336      | 1626            | 15513 |
| 14  | Regiunea Ayeyarwady  | 6         | 26        | 29    | 219      | 1912            | 11651 |
|     | Total                | 63        | 324       | 312   | 2548     | 13742           | 65148 |

## Economia
Economia este într-o formă foarte săracă, din cauza lipsei de organizare a guvernului.
În anul 2012, doar în jur de un milion de persoane aveau conexiuni la telefonie mobilă și doar aproximativ 400.000 de persoane aveau acces la Internet.

## Moneda

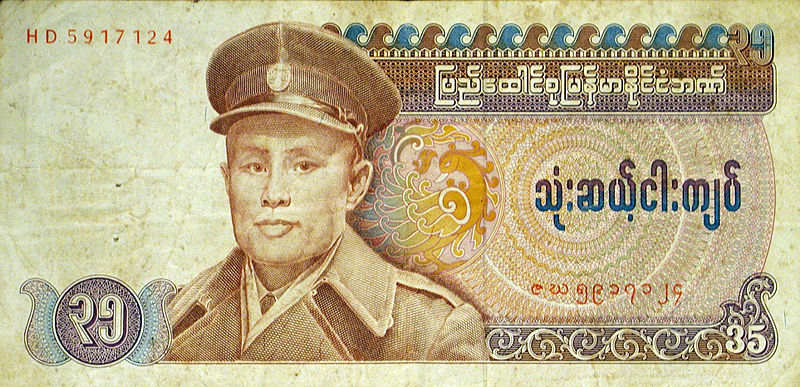
Bancnotă cu valoare nominală de 35 kyat (avers)

Kyat (în limba birmană: , se pronunță: [cia]) este unitatea monetară a statului Myanmar. Codul său ISO 4217 este MMK. Un kiat se divide în 100 pyas („sutimi”).
La data de 15 august 2011, ratele de schimb erau următoarele:
- 1 euro = 9,1996 kyat;
- 1 kyat = 0,1087 euro;
- 1 dolar USA ≈ 6,3703 kyat;
- 1 kyat ≈ 0,157 dolari USA.

## Demografia

Harta etnolingvistică a Myanmarului

Grupul etnic dominant îl constituie birmanezii. Limba birmană e o limbă tibeto-birmană. 10% din populație sunt descendenți Shan⁠(d), care vorbesc Shan⁠(d), o limba tai-kadai. Karen (kayin) constituie până la 7% din populație. Ceilalți sunt Rakhine⁠(d) (arakan), chinezi, mon și indieni.
Birmana este limba oficială în Myanmar. Engleza se vorbește în general ca a doua limbă.
Budismul therevada este religia majorității populației etnic birmaneze (și rakhine), shan, mon și chineze, în timp ce creștinismul este dominant printre karen. Indienii practică hinduismul sau islamul.
Rata natalității: 17.91‰; rata mortalității: 9.8‰ ; rata fertilității: 1.98 copii născuți/femeie.

## Cultura

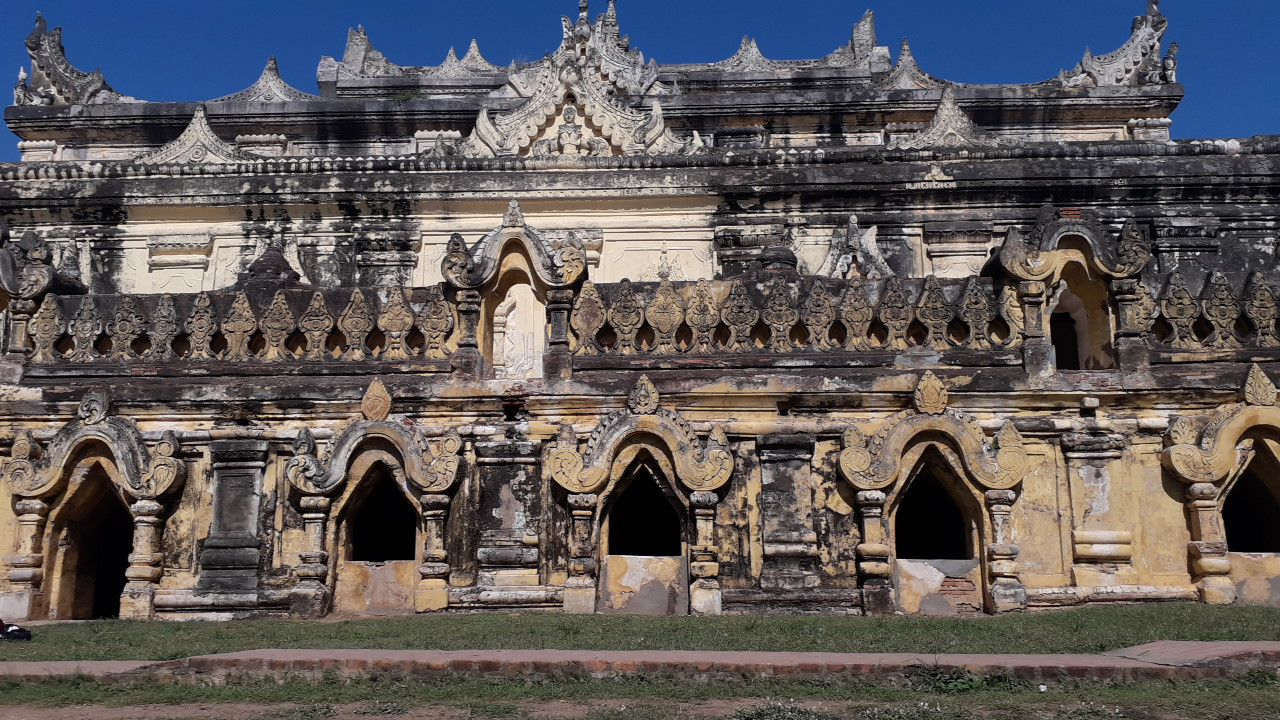
Mănăstirea Innwa

Majoritatea populației, atât bărbații cât și femeile, poartă Longyis⁠(d) sau un fel de Sarong⁠(d).

## Birmania în cultura populară
Acțiunea nuvelei Zile birmaneze, scrisă de George Orwell, are loc în orașul ficțional Kyauktada, din Birmania stăpânită de Imperiul Britanic, la începutul secolului XX.